# Rio Bagagem (vattendrag i Brasilien, Tocantins)
Rio Bagagem är ett vattendrag i Brasilien.   Det ligger i delstaten Tocantins, i den centrala delen av landet, 500 km norr om huvudstaden Brasília.
Omgivningarna runt Rio Bagagem är huvudsakligen savann. Runt Rio Bagagem är det mycket glesbefolkat, med 2 invånare per kvadratkilometer.